# Vassili Rodionovitch Petrov
Pour les articles homonymes, voir Petrov.
Vassili Rodionovitch Petrov (en russe : Василий Родионович Петров), né le 12 mars (28 février) 1875 dans le gouvernement de Kharkov (Empire russe) et mort le 4 mai 1937 à Moscou (URSS), est un chanteur d'opéra russe (basse),.

## Biographie
Vassily Petrov est né dans la famille d'un tailleur de village,. Ses dons pour la musique sont précoces : il apprend à jouer du violon à l'âge de cinq ans, et à neuf ans, il en joue comme un professionnel et chante dans une chorale.
Il suit des études à l'école publique puis commence à travailler en tant que professeur. Peu de temps après, il s'installe à Kharkov. En 1894, il est blessé à un doigt, ce qui l'empêche de poursuivre une carrière de violoniste. Heureusement, il est aussi passionné par le chant. À la fin de 1894, Vassily Petrov devient membre du chœur de la cathédrale de Kharkov. En 1895, il rejoint une compagnie d'opéra privée en Ukraine.
En 1898, l'un des musiciens attire l'attention sur lui et demande à la direction du conservatoire de Moscou de l'auditionner. Vassily Petrov est immédiatement admis dans la classe du pédagogue Anton Bartzal (en russe : Антон Иванович Барцал). Un an plus tard, en 1899, Vassily Petrov remplace Chaliapine, malade, dans le rôle de Dosithée dans l'opéra La Khovanchtchina. C'est à ce moment que commence l'amitié entre les deux grands chanteurs russes. Une fois, Chaliapine lui dit : Ah, Vassia, si je pouvais avoir ta voix (en russe : Эх, Вася, мне бы твой голос).
Petrov sort du conservatoire en 1902 et rejoint Moscou où il travaille au Théâtre Bolchoï jusqu'en 1936 et chante dans 87 rôles d'opéra. Il s'occupe beaucoup d'enseigner le chant.
Vassily Rodionovitch Petrov reste pour la postérité comme l'un des plus grands représentants de l'art vocal russe.
Son petit-fils est le pianiste Nikolaï Petrov (1943 — 2011).